# Ole Villumsen Krog
Ole Villumsen Krog (Født 1. februar 1939 i Hasle ved Aarhus, død 20. november 2020 i Aarhus) 
Hendes Majestæt Dronningens sølvregistrator, Det kongelige Sølvkammers kurator med titel af direktør i internationale relationer. Født 1. februar 1939 i Hasle ved Aarhus; søn af gartneriejer Viktor Villumsen Krog (død 1968) og hustru Emma Christine Krog, født Thomsen (død 1963); gift 12. november 1966 med overlærer Birgit Krog, født 20. oktober 1939 i Silkeborg, død 13. september 1997 i Viby, datter af seminarielektor Oluf Knudsen (død 1962) og hustru lærer Else Kirstine Knudsen, født Rasmussen (død 1962).
Student (Aarhus Katedralskole) 1959; Lycée Jehan-Ango, Dieppe 1960-61; lærereksamen (Aarhus Seminiarium) 1968; lærer ved Strandskolen, Risskov 1968-1977; fotografering, opmåling og beskrivelse 1977-1980 af al bord-, dragt- og kirkesølv i Island; studierejser i Frankrig, Tyskland, Italien, Spanien og Portugal 1985-1986; Statsinventariekommissionens fuldmægtig 1988-1991; Hendes Majestæt Dronningens sølvregistrator fra 1982; Det kongelige Sølvkammers kurator fra 1988 med titel af direktør i internationale relationer. Afsked 30. juni 2007.

Har gennemgået Vatikanets guld- og sølvsamling, Det kongelige Sølvkammer i Spanien, den tidl. kongelige guld- og sølvsamling i Portugal, det tidl. kejserlige sølvkammer, Wien, den statslige sølvsamling in Quirinalet (Premierministerens embedsbolig i Rom), samt sølvsamlingen i Det Hvide Hus, Washington DC.
Tilrettelagde sammen med Kulturministeriet seminar for russiske og danske museumsdirektører 13.-20. Marts 1994 i Danmark.
Indbudt til i universitetsåret 1998-1999 at afholde en forelæsningsrække om dansk historie og kultur ved Skt. Petersborgs Universitet for Finans og Økonomi, Skt. Petersborg, Rusland.
Dannede i 1989 den internationale forskergruppe "The Royal and Princely laid Table from the 17th Century to the 19th Century". Gruppen, der samles hvert andet år, består af museumsdirektører og museumsinspektører fra Danmark (formandskab og kollokvium i København i 2002), England, Frankrig, Holland, Italien, Polen, Portugal (formandskab i 1996 og kollokvium i Lissabon i december samme år), Schweiz, Spanien, Sverige, Tyskland (formandskab og kollokvium i Kassel i 1998), USA og Østrig.
Medlem af bestyrelsen for Skandinavisk Heraldisk Selskab 1984-1990; medlem af The Silver Society, London fra 1991; fra 1991 præsident for den internationale forskergruppe "The Royal and Princely laid Table from the 17th Century to the 19th Century".
Har skrevet artikler og afhandlinger i nationale og internationale videnskabelige tidsskrifter, udstillingskataloger m.m., senest Plans de table à la cour de Danemark avant et après la visite du Roi Christian VII en France en 1768. Influence française? i Louvres skriftserie « Rencontres de l’École du Louvre. Tables Royales et Festins de Cour en Europe 1661-1789 », Paris 2005. – Maria Feodorowna, Impératrice de Russien, née princesse Dagmar du Danemark, Bruxelles, 2005.

2006 initiativtager til etablering af Kejserinde Dagmars Plads, Fredreriksberg kommune.

Studiebesøg på museer og samlinger i Spanien og Portugal i 1986 inden for de bilaterale kulturaftaler. Tildelt legat fra EF-Kommissionen til studier i Belgien, Frankrig og Tyskland 1987. National prisvinder af The Ford Foundation Conservation Award 1988; Dansk Metalarbejderforbunds Guld- og Sølvinitiativpris 1991; Ole Haslunds ærespris 1992. 2004 studiebesøg i de tidligere fyrstelige tunesiske samlinger med henblik på identifikation af europæiske fyrsteportrætter fra 1800-tallet.

## Tilrettelagt følgende udstillinger
Tilrettelægger af og fund raiser for følgende udstillinger for Det Danske Kongehus, samt gennemført de dermed forudgående forskningsopgaver:
- Guld og Sølv fra Det kongelige Sølvkammer, Den Gamle By, Aarhus, 1982
- Guld og Sølv fra Wien og København, Christiansborg Slot, 1985
- En Konges Taffel, Amalienborg, 1988
- Flora Danica og Det Danske Hof / Flora Danica and the Royal Danish Court, Christiansborg Slot, 1990
- Ædle Stene og magiske Farver, Portugisiske smykker og juveler fra det 16. til det 19. Århundrede, Christiansborg Slot, 1992
- Kejserlige påskeæg / Imperial Easter Eggs, Christiansborg Slot, 1994
- Kongelige Glas, Udstilling af drikkeglas, glasservicer og pokaler gennem 400 år / Royal Glass. An exhibition of four centuries of table glass, glass services, and goblets, Christiansborg Slot, 1995
- Kongelige Glas, Udstilling af drikkeglas, glasservicer og pokaler gennem 400 år / Royal Glass. An exhibition of four centuries of table glass, glass services, and goblets, Museet på Koldinghus, 1995
- Kejserinde Dagmar – Maria Feodorovna, Empress of Russia, Christiansborg Slot, 1997
- Danmark og Den Dansende Wienerkongres. Spillet om Danmark / Denmark and the Danc-ing Congress of Vienna. Playing for Denmark’s Future, Christiansborg Slot, 2002
- Moderne Sølvkunst fra Portugal, Christian VIIs Palæ, Amalienborg, 2002
- Ruslands Skatte – Kejserlige Gaver / Treasures of Russia – Imperial Gifts, Christian VIIs Palæ, Amalienborg, 2002
- Kobbertøj fra Det Kongelige Køkken. Historien om De Kongelige Middage. Christiansborg Slot, 2003 og 2004
- Skatte fra Kejserens Kina. Den Forbudte By og Det Danske Kongehus. Christiansborg Slot, 2006

Tilrettelagt følgende udstillinger for Kongehuset uden for Danmark:
- La Table d'un Roi, Musée des Arts décoratifs, Paris, 1987
- A King's Feast,  Kensington Palace, London, 1991
- Flora Danica, Royal Botanic Garden, Edinburgh, 1994
- Orfèvreries de la Maison Royale de Danemark, Musée National d’ Histoire et d’ Art Lu-xembourg, 1994
- The Flora Danica Royal Danish Porcelain Service, Statens Museum Peterhof, Skt. Peters-borg, Rusland, 1995
- King Christian VII's Ceremonial Banquet Table at Christiansborg Palace, Statens Museum Katharina Paladset (Puschkin), Skt. Petersborg, Rusland, 1995
- Kongelige Glas,  Kunstindustrimuseet i Oslo, 1996
- Royal Glass, an Exhibition  of four centuries of table glass, glass services, and goblets, Corning Museum of Glass, NY, 1996
- Schätze der Königlich Dänischen Silberkammer, Hofburg, Wien, 1996
- Modernes Silber aus der Privatsammlung  der Königin von Dänemark, Hofburg, Wien, 1998-99
- Koninklijk Zilver Uit Denemarken, Paleis Het Loo Nationaal Museum Apeldoorn, Holland, 1999
- Drottningens Dukningar – Modernt danskt silver, Kunstindustrimuseet, Helsingfors, 1999
- Das Flora Danica-Service 1790-1802, Schloss Charlottenburg, Berlin, 1999-2000
- Flora Danica, Sofiero Slot, Helsingborg, 2001
- Modernes Silber aus der Privatsammlung  der Königin von Dänemark, Bröhan Museum, Berlin, 2001-2002
- The Royal Danish Porcelain Flora Danica and The Royal Danish Silver, Shigaraki Cultural Park, Treasury of The Imperial Household, Tokyo, Museum of Oriental Caramicas, Osaka og Okayama Orient Museum, august 2004-september 2005

Tilrettelagde Kongehusets deltagelse i følgende udstilling i udlandet:
- Fabergé, Hofjuwelier der Zaren, Kunsthalle der Hypo-Kulturstiftung, München, 1986
- Fabergé, Imperial Jeweller, State Hermitage Museum, St. Petersburg, 1993. Musée des Arts Décoratifs, Paris, 1993. Victoria and Albert Museum, London, 1994
- Versailles et les tables royales en Europe, Château de Versailles, 1993-94
- 24. Europarat Ausstellung Der Traum vom Glück. Die Kunst Des Historismus in Europa, Künstlerhaus Wien, Akademie der Bildende Künste in Wien, 1996-1997
- Pajou, Sculpteur du Roi 1730-1809, Musée du Louvre, Paris, 1997-1998. The Metropolitan Museum of Art, New York, 1998
- Sköna Juveler. Smycken från Åtte Sekel, Nationalmuseum, Stockholm, 2000
- Herrliche Künste und Manufacturen. Fayence, Glas und Tapisserien aus der Frühzeit Brandenburg-Preußens 1680-1720, Kunstgewerbemuseum Berlin, 2001
- Die öffentliche Tafel. Tafelzeremoniell in Europa 1300-1900, Deutsches Historisches Mu-seum, Berlin, 2002-2003
- Fabergé/Cartier, Rivalen am Zarenhof, Kunsthalle der Hypo-Kulturstiftung, München, 2004
- Gallé, le testament artistique, Musée d’Orsay, Paris, 2004
- Zuwanderungsland Deutschland. Die Hugenotten, Deutsches Historisches Museum, Berlin, 2005-2006
- Fabergé, joailler des Romanov, Europalia, Bruxelles, 2005-2006
- Huguenots. De la Moselle à Berlin, les chemins de l’exil, Temple Neuf, Metz, 2006-2007

## Forelæsninger
1986
- The Smithsonian Institution, Washington DC
- Cooper-Hewitt Museum, New York
- The J. Paul Getty Museum, Malibu
- The Art Institute of Chicago, Chicago
- Virginia Museum of fine Arts, Richmond
- Midland Centre for the Arts, Michigan

1987
- The Sterling and Francine Clark Institute, Williamstown, Massachusetts
- Museum of Fine Arts, Boston, Massachusetts
- The Metropolitan Museum of Art, New York
- Schweisches Nationalmuseum, Zürich

1990
- The International Silver & Jewelry Fair and Seminar, London
- The George Gardiner Museum of Ceramic Art, Toronto
- The Dallas and Fort Worth Chapters of the American Society of Interior Designers, Dallas, Texas
- Museum of Fine Arts, St. Petersburg, Florida
- Center for the Fine Arts, Miami
- Danish-American Chamber of Commerce of Los Angeles and Southern California, Los Angeles

1994
- Château de Versailles, Versailles
- The International Ceramics Fair and Seminar, London
- Royal Botanic Garden, Edinburgh

## Ordener
Danske ordener:  
- Ridderkorset af Dannebrogordenen, 1988
- Erindringsmedaillen i Anledning af H.M. Dronningens og H.K.H. Prinsens sølvbryllup den 10. juni 1992
- Erindringsmedaillen i anledning af H.M. Dronningens Regeringsjubilæum den 14. januar 1997

Udenlandske ordener: 
- Ridderkorset af Den Franske Orden ”des Arts et des Lettres”
- Det østrigske Æreskors for Kunst og Videnskab (Litteris et Artibus), 1. klasse
- Kommandørkorset med bryststjerne af Den Portugisiske Infante Don Henriqués Orden
- Kommandørkorset af Den Luxembourgske Fortjenstorden
- Ridderkorset af Den Islandske Falkeorden
- Det Østrigske Ærestegn i Guld for Fortjenester for Den Østrigske Republik

- Forbundsrepublikken Tysklands Fortjenstkors af Første Klasse